# Jean Keppi
Jean Keppi (Mülhausen, 26 de novembre del 1888 – Dachstein, 19 de febrer del 1967) fou un polític autonomista alsacià. Estudià magisteri a Colmar i treballà com a mestre a Mulhouse. De 1908 a 1913 estudià dret polític i dret públic a Zúric i Estrasburg, i contactà amb l'agrupació estudiantil Erwinia, dirigida per Carl Sonnenschein. Allí contactà amb Charles Moschernross, Brauner i Kraehlig, amb què formaria més endavant l'ala dretana de la Unió Popular Republicana.
El 1913 va publicarDie Zeitungen Elsass-Lothringens. Eine statistische Studie, on demostrava en la inferioritat numèrica de la premsa catòlica enfront de la neutra o l'adversa. Fou encarregat de dirigir l'Elsass-Lothringen Zentrum amb Michel Walter. El 1914 va ser reclutat per l'exèrcit alemany i en tornar de la guerra va col·laborar en la reconstrucció del partit. Fou nomenat secretari general del Heitmatbund fins al 1927, quan fou substituït per Karl Roos, tot ocupant la tinença d'alcaldia de Haguenau de 1922 a 1936 per l'UPR.
Durant l'ocupació nazi d'Alsàcia es va mantenir al marge d'antuvi, però des del 1942 contactà amb la resistència antinazi alemanya del cercle de Kreisau, raó per la qual el 20 d'agost de 1944 es llançà una ordre de recerca contra ell. Després de la guerra fou jutjat a Estrasburg el 1947 i condemnat a 15 anys d'indignitat nacional, però fou rehabilitat per haver col·laborat amb la resistència. Des del 1946 col·laborà en el diari Ami du Peuple.